# 盖世明
盖世明（1917年—？），男，回族，河南兰考人，中国伊斯兰教人物，曾任中国伊斯兰教协会副会长，河南省伊斯兰教协会会长。